# Anomala orientalis
Anomala orientalis là một loài bọ cánh cứng dài khoảng 0.7 - 1.1 cm đốm ánh kim màu nâu và elytra màu đen. Nó là loài bản địa của châu Á và được du nhập vào Bắc Mỹ và từ đây chúng phát triển rộng trở thành loài gây hại ở một số tiểu ban vùng giữa Atlantic. Nó xâm lấn một dải kéo dài từ Maine đến Nam Carolina và Wisconsin. Ấu trùng ăn rễ của cỏ trong khi con trưởng thành ăn hoa hồng, phlox, và petunia.